# Ralph Näf
Ralph Näf (Kirchberg (Suíça), 10 de maio de 1980) é um atleta suíço que compete no cross-country de mountain bike. Competiu nos Jogos Olímpicos de Verão de 2004 em Atenas, terminado na sexta posição. Também competiu nos Jogos Olímpicos de Londres 2012.